# Gran Premio di Modena 1960
Il VI Gran Premio di Modena si svolse il 2 ottobre 1960 all'Aerautodromo di Modena.

## Vigilia

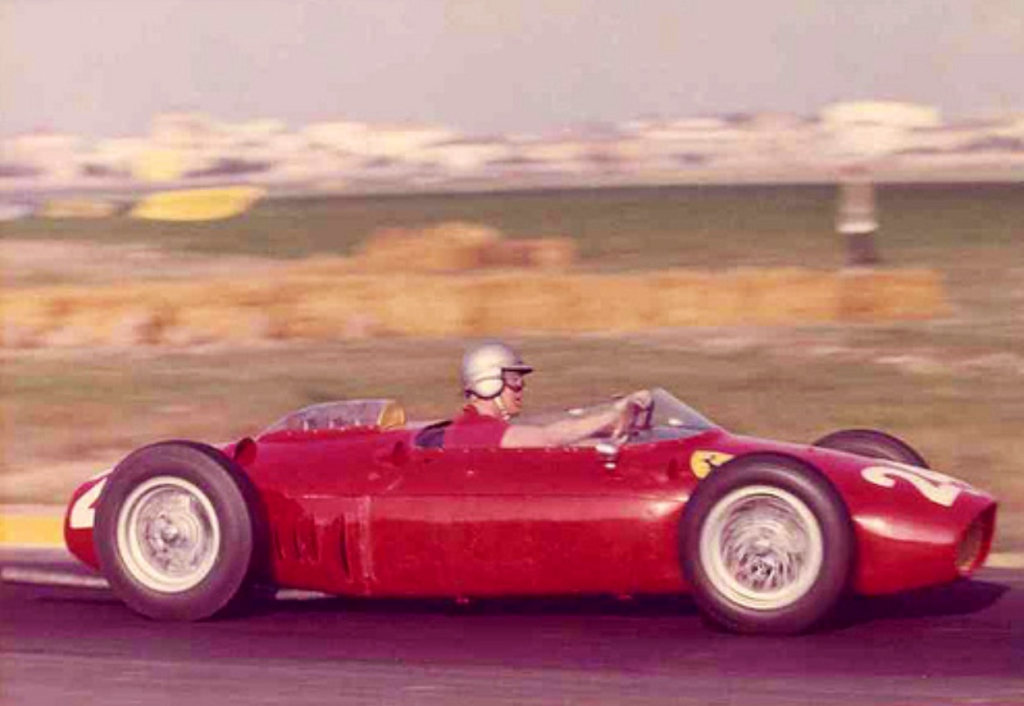
Taffy von Trips su Ferrari 246 P

Il circuito pianeggiante di 2,366 km era stato recentemente riasfaltato e sistemato, mentre la curva prima del rettilineo dei box fu leggermente modificata per impedire alle auto di derapare verso il bordo esterno della pista e dirigersi verso l'area dei box.
Nel 1960 le autovetture di Formula 1 avevano una cilindrata da 2.5 litri, mentre le auto di Formula 2 erano da 1.5 litri; nelle regole della successiva stagione 1961 di Formula 1 invece fu deciso di ammettere solo auto da 1.5 litri: di conseguenza, le ex vetture di Formula 2 sarebbero divenute idonee per le gare di Formula 1 nel 1961. Per tale motivo, il VI Gran Premio di Modena, disputato subito dopo il Gran Premio d'Italia 1960, pur essendo ufficialmente riservato alla F2, divenne importante per testare i prototipi delle future vetture F1 per la stagione successiva.
La Scuderia Ferrari presentò per von Trips la Ferrari 246 P, dove la "P" deve intendersi come (motore) "posteriore", mentre Ginther guidò una F2 tradizionale con motore anteriore.
La Porsche si presentò a Modena con tre vetture affidate a Bonnier, Barth e Herrmann per ottenere la rivincita dopo la sconfitta al Gran Premio di Solitude a luglio.
La Scuderia Castellotti iscrisse una vettura De Tomaso F2 basata su telaio Isis, che fondamentalmente era un telaio Cooper, ma con una sospensione anteriore contenente ammortizzatori a quadrilatero e una barra di torsione. Stranamente, l'auto era dotata di freni a tamburo sulle ruote anteriori e freni a disco sulle posteriori; un cambio a 4 marce era abbinato a un motore posteriore Alfa Romeo Giulietta che sostituiva il motore OSCA con cui l'auto era stata presentata all'inizio della stagione al Gran Premio di Bruxelles 1960. Virgilio Conrero mise a punto il motore della Giulietta allargando l'alesaggio a 79 mm, il che comportò un aumento della cilindrata a 1470 cc. Il motore erogava 143 CV a 6800 giri/min e 155 Nm di coppia a 5500 giri/min. Il pilota Roberto Bussinello non riuscì a qualificarsi con la De Tomaso-Alfa Romeo a causa di un incidente durante le prove libere. L'auto fu riparata in seguito, ma venne di nuovo alimentata da un motore OSCA.

## Qualifiche
In base al regolamento di gara, si sarebbero qualificati i 12 piloti con i migliori tempi alle prove ufficiali del sabato.
La prima fila fu conquistata da Bonnier, Moss e von Trips, tutti e tre con tempi inferiori al minuto, anche grazie all'asfalto nuovo della pista.
| Pos. | #  | Pilota                 | Squadra                | Autovettura        | Tempo       | Ritardo     |
| ---- | -- | ---------------------- | ---------------------- | ------------------ | ----------- | ----------- |
| 1    | 12 | Jo Bonnier             | Porsche                | Porsche 718/2      | 0:59.2      | -           |
| 2    | 16 | Stirling Moss          | Reg Parnell            | Lotus 18           | 0:59.3      | +0.1        |
| 3    | 24 | Wolfgang von Trips     | Scuderia Ferrari       | Ferrari Dino 246 P | 0:59.4      | +0.2        |
| 4    | 28 | Hans Herrmann          | Porsche                | Porsche 718/2      |             |             |
| 5    | 10 | Edgar Barth            | Porsche                | Porsche 718/2      |             |             |
| 6    | 26 | Richie Ginther         | Scuderia Ferrari       | Ferrari Dino 156   |             |             |
| 7    | 4  | Ian Burgess            | Scuderia Centro Sud    | Lotus 18           |             |             |
| 8    | 20 | John Campbell-Jones    | DRW Engineering        | Cooper T45         |             |             |
| 9    | 2  | Maurice Trintignant    | Scuderia Centro Sud    | Cooper T45         |             |             |
| 10   | 22 | Tony Marsh             | auto privata           | Lotus 18           |             |             |
| 11   | 6  | Giorgio Scarlatti      | Scuderia Centro Sud    | Cooper T51         |             |             |
| 12   | 8  | Mário de Araújo Cabral | Scuderia Centro Sud    | Cooper T51         |             |             |
| DNQ  | 30 | Roberto Bussinello     | Scuderia Castellotti   | De Tomaso F2       | incidente   | incidente   |
| DNQ  | 14 | Tim Parnell            | Reg Parnell            | Cooper T45         | motore      | motore      |
| DNQ  | 18 | Wolfgang Seidel        | Scuderia Colonia       | Cooper T45         | motore      | motore      |
| DNQ  | 32 | Wal Ever               | Scuderia Colonia       | Cooper T43         | ?           |             |
|      |    | Lucien Bianchi         | Equipe Nationale Belge | Cooper T51         | (ritirato?) | (ritirato?) |
|      |    | Innes Ireland          | Team Lotus             | Lotus 18           | (ritirato?) | (ritirato?) |
|      |    | Olivier Gendebien      | Equipe Nationale Belge | Cooper T51         | (ritirato?) | (ritirato?) |

## Gara

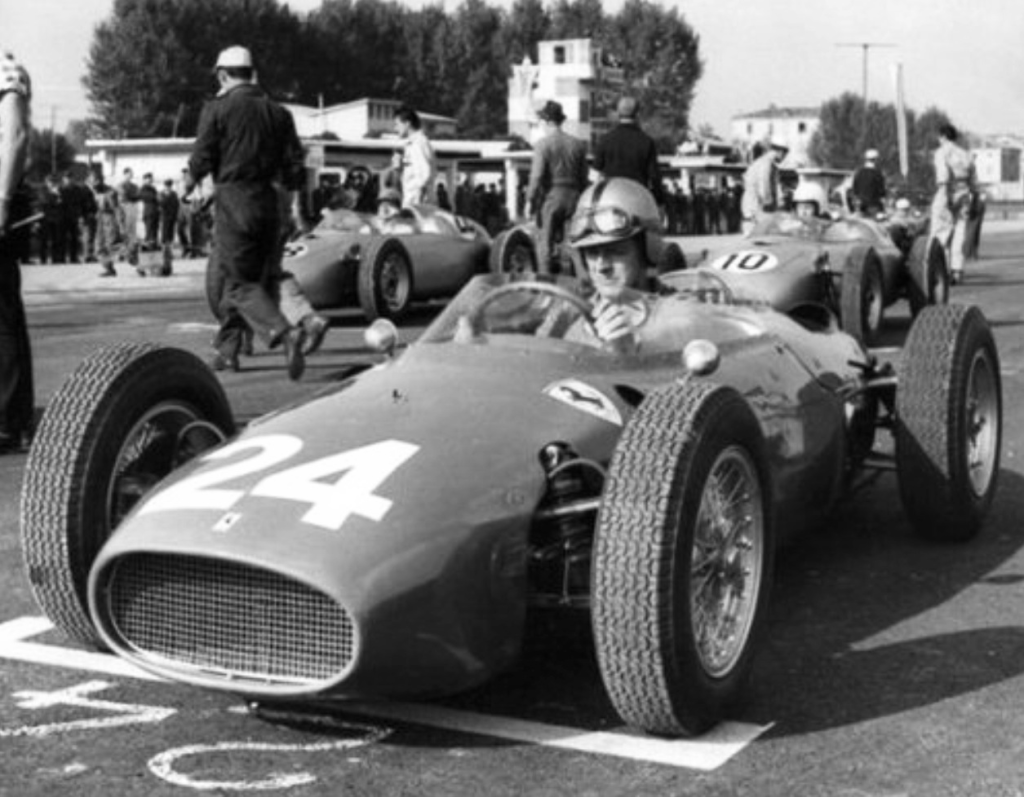
La Ferrari di von Trips alla partenza

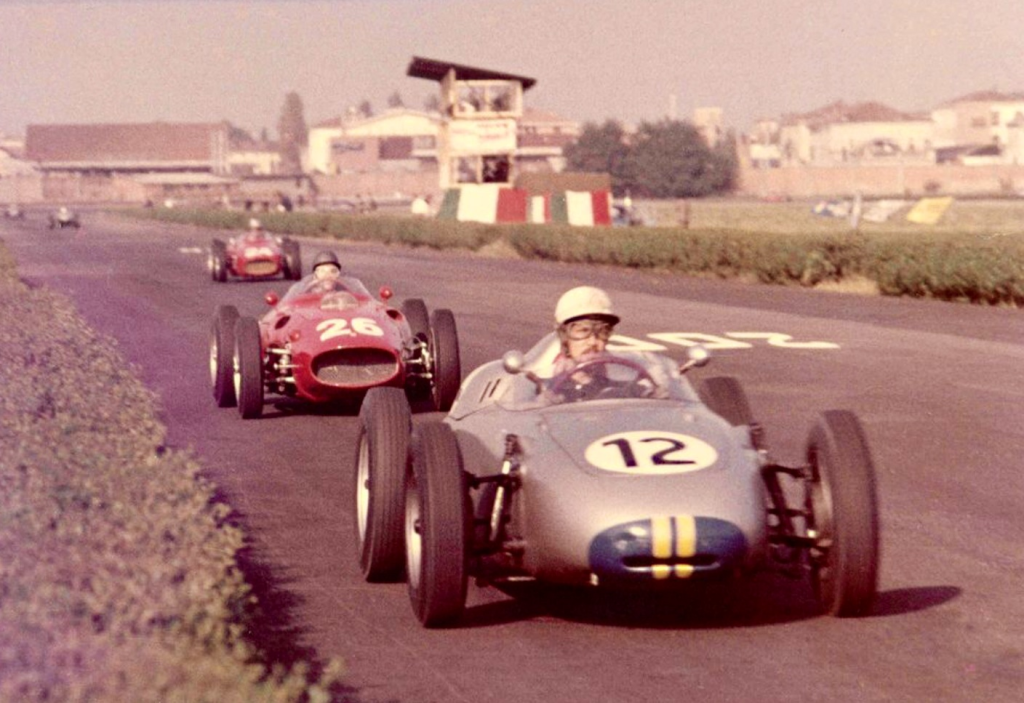
Bonnier seguito da Ginther e von Trips

Il via alla gara fu dato alle 15. La Porsche di Bonnier ha impostato il ritmo, ma senza riuscire a scrollarsi di dosso le Ferrari, né Moss con la Lotus, mentre per i primi giri Burgess andò bene con la Lotus-Maserati. Al 20º giro le due Ferrari andarono in testa, scatenando il tifo dei 20.000 spettatori. Moss stabilì un giro veloce di 59,4 secondi, superando Bonnier al terzo posto; tuttavia questo sforzo gli fece perdere un cilindro al suo motore Climax, costringendolo a fermarsi al box per far cambiare una candela, ma inutilmente perché la rottura dell'ingranaggio della valvola gli impedì di ripartire. Nel frattempo, mentre il duello Ferrari-Porche proseguiva senza sosta, von Trips andò in testa, mentre poco dopo Ginther migliorò il record della pista a 59,2 secondi. Poco prima di metà gara, la Porsche riuscì a superare la Ferrari di Ginther, mentre ormai le altre vetture erano già doppiate di almeno un giro. Tra il 50º e il 61º giro von Trips e Bonnier si superarono a vicenda per quattro volte, aumentando sempre più la velocità media della gara. Al 70º giro Bonnier era di nuovo in testa, ma venne risuperato al 77º giro da von Trips, che al 79º giro fece fermare il cronometro sul giro a soli 59,0 secondi netti. All'89º giro Bonnier ritornò in testa eguagliando il record della pista, mentre al 90º giro von Trips iniziò a perdere i freni, essendosi rotta una conduttura del freno posteriore che gli faceva perdere il liquido. Negli ultimi giri von Trips dovette così rallentare, fin quando al 98º giro non fu superato da Ginther.

### Risultati
| Pos. | #  | Pilota                 | Squadra             | Autovettura       | Giri | Tempo/Ritiro              | Griglia |
| ---- | -- | ---------------------- | ------------------- | ----------------- | ---- | ------------------------- | ------- |
| 1    | 12 | Jo Bonnier             | Porsche             | Porsche 718/2     | 100  | 1:40'45.0"                | 1       |
| 2    | 26 | Richie Ginther         | Scuderia Ferrari    | Ferrari Dino 156  | 100  | 1:40'55.2" 1:41'00.0"?    | 6       |
| 3    | 24 | Wolfgang von Trips     | Scuderia Ferrari    | Ferrari Dino 246P | 100  | 1:41'09.4" 1:41'15.0"?    | 3       |
| 4    | 28 | Hans Herrmann          | Porsche             | Porsche 718/2     | 99   | +1 giro                   | 4       |
| 5    | 10 | Edgar Barth            | Porsche             | Porsche 718/2     | 98   | +2 giri                   | 5       |
| 6    | 2  | Maurice Trintignant    | Scuderia Centro Sud | Cooper T45        | 96   | +4 giri                   | 9       |
| 7    | 22 | Tony Marsh             | auto privata        | Lotus 18          | 94   | +6 giri                   | 10      |
| 8    | 8  | Mário de Araújo Cabral | Scuderia Centro Sud | Cooper T51        | 90   | +10 giri                  | 12      |
| Rit. | 6  | Giorgio Scarlatti      | Scuderia Centro Sud | Cooper T51        | ?    | ?                         | 11      |
| Rit. | 4  | Ian Burgess            | Scuderia Centro Sud | Lotus 18          | 29   | motore                    | 7       |
| Rit. | 16 | Stirling Moss          | Reg Parnell         | Lotus 18          | 21   | ingranaggio della valvola | 2       |
| Rit. | 20 | John Campbell-Jones    | DRW Engineering     | Cooper T45        | ?    | ?                         | 8       |